# Андикитира (остров)
Андики́тира (Антикитера, Антикифира, Антикифера, греч. Αντικύθηρα) — остров в Ионическом море, части Средиземного моря, принадлежит Греции. Отделён от Крита одноименным проливом. Площадь острова 19,776 квадратного километра. Население 68 жителей по переписи 2011 года.
Древнее название острова — Эгила (др.-греч. Αίγιλα, лат. Aegila). Венецианское название острова — Чериготто (итал. Cerigotto).

## География
Андикитира расположен в 38 километрах к юго-востоку от острова Китира, отсюда название (дословно: «расположенный напротив Китиры»). Острова Китира, Андикитира, Крит, Касос и Карпатос формируют внешнюю надсубдукционную невулканическую дугу Эллинской (Эгейской) зоны субдукции.
Андикитира — очень важный пункт в сезонной миграции птиц (вытянутый с севера на юг остров с низкой плотностью населения). Наблюдения за птицами ведутся орнитологической обсерваторией Греческого орнитологического общества.

## История
В ходе турецко-венецианской войны 1714—1718 гг. остров Чериготто (Андикитира), принадлежавший Османской империи, был захвачен Венецианской республикой. По Пожаревацкому мирному договору 21 июля 1718 года остров остался за Венецией.
У острова Андикитира произошло одно из двух самых известных кораблекрушений Средиземноморья начала I века до н. э. (вторым является кораблекрушение судна, плывшего в Махдию, останки которого найдены в 1907 году). Греческая экспедиция, организованная в 1900—1901 гг. для изучения останков корабля, затонувшего у острова Андикитира, положила начало научному подходу к исследованиям затонувших памятников истории и культуры — подводной археологии. Во время подводных археологических работ 1900—1902 годов было обнаружено несколько знаменитых находок:
- Эфеб из Антикиферы — древнегреческая бронзовая статуя высотой 194 см, найденная ловцами губок в 1900 году у берегов Андикитиры[3].
- Антикитерский механизм — механическое устройство с бронзовыми шестернями использовалось для моделирования движения Солнца и Луны относительно неподвижных звёзд. В научных кругах характеризуется как первый аналоговый компьютер в мире, датируемый 100—150 годами до н. э. Был найден в 1902 году на острове Андикитира на месте древнего кораблекрушения греческим археологом Валериосом Стаисом.

В 2016 году на месте крушения Антикитерского корабля были обнаружены останки человека, названого Памфилосом (Πάμφιλος), которые, как полагают учёные, пригодны для анализа ДНК, что в истории археологии является редким случаем.
В период IV—I веков до н. э. остров использовался как база киликийских пиратов, до их разгрома Помпеем Великим.

## Сообщество Андикитира
Сообщество Андикитира создано в 1912 году (ΦΕΚ 262Α). Сообщество Андикитира по программе «Калликратис» с 2010 года (ΦΕΚ 87Α) входит в общину (дим) Китира в периферийной единице Острова в периферии Аттика. Население 68 жителей по переписи 2011 года. Площадь сообщества Андикитира 20,43 квадратного километра.
На острове три населённых пункта:
| Населённый пункт | Население (2011), человек |
| ---------------- | ------------------------- |
| Галаниана        | 15                        |
| Потамос          | 34                        |
| Хархалиана       | 19                        |

## Население
| Год  | Население, человек |
| ---- | ------------------ |
| 1991 | 89                 |
| 2001 | 39                 |
| 2011 | ↗ 68               |